# Менделевич, Лев Исаакович
Лев Исаа́кович Менделе́вич (19 сентября 1918, Москва — 1989, Москва) — советский дипломат. Чрезвычайный и полномочный посол. Один из ведущих аналитиков системы МИД СССР, сыгравший ключевую роль в создании и укреплении системы внешнеполитического прогнозирования, анализа и планирования.

## Биография
Родился 19 сентября 1918 года в Москве в семье инженера-строителя Исаака Ерухимовича (Родионовича) Менделевича (1890—1957) и Ларисы Николаевны Менделевич (урождённой Бардиной, 1894—1983). Отец был автором множества учебных пособий для различных строительных профессий, а его дед, Ерухим Зельманович Менделевич (1867—1927) был сатириком и журналистом, который публиковался под именем Родион Абрамович Менделевич и псевдонимами «Р. Меч» и «Роб-Рой».  
Летом 1941 года с отличием окончил исторический факультет Московского государственного университета им. М. В. Ломоносова. Его курсовая на тему «Болгария и мировая война 1914—1918 годов» была оценена членом-корреспондентом (впоследствии академиком) Академии наук СССР, профессором МГУ Л. Н. Ивановым как «совершенно исключительная по своим достоинствам» и соответствующая «требованиям, предъявляемым к диссертации на степень кандидата исторических наук».
Сразу после защиты диплома работал бригадиром землекопов на строительстве оборонительных сооружений в Рославльском районе Смоленской области, а в сентябре 1941 года он был призван в действующую армию и в январе 1942 года был направлен на четырёхмесячные курсы при Высшей школе НКВД, а по завершении обучения продолжил службу в органах государственной безопасности, занимаясь, в частности, вопросами информационного обеспечения внешнеполитической деятельности.
В 1947 году перешёл на работу в только что созданный Комитет информации при Совете министров СССР, где на разных должностях работает на протяжении одиннадцати лет. В Комитете информации он, среди прочего, готовил материалы к визиту в Москву в сентябре 1955 года западногерманского канцлера К. Аденауэра (по его результатам между Советским Союзом и ФРГ были установлены дипотношения), а также к мероприятиям в рамках нормализации отношений между СССР и Югославией в 1955—1956 годах.
После упразднения Комитета информации в начале 1958 года был переведён в Министерство иностранных дел СССР на должность заведующего отделом Управления внешнеполитической информации. С 1962 по 1965 год работал заместителем заведующего Отделом международных организаций МИД СССР, занимаясь вопросами международной и региональной безопасности, разоружения и европейской интеграции. Он внёс значительный вклад в разработку Московского договора 1963 года о запрещении ядерных испытаний в трёх средах, принимал активное участие в сессиях Генеральной Ассамблеи ООН в Нью-Йорке, Комитета 10 и Комитета 18 государств по разоружению в Женеве и в работе Спецкомитета ООН по деколонизации. В качестве члена советской делегации способствовал урегулированию Карибского кризиса 1962 года.
Назначенный в 1965 году на должность заведующего Отделом стран Латинской Америки МИД СССР, Менделевич оказался на одном из самых динамичных направление советской внешней политики. Ранее воздерживавшиеся от активных контактов с СССР (с оглядкой на Вашингтон), многие из государств региона после Кубинской революции становились более открытыми для сотрудничества. Менделевич приложил немало усилий для продвижения политического диалога, межпарламентских обменов, торгово-экономических, культурных и гуманитарных связей СССР с латиноамериканскими странами.

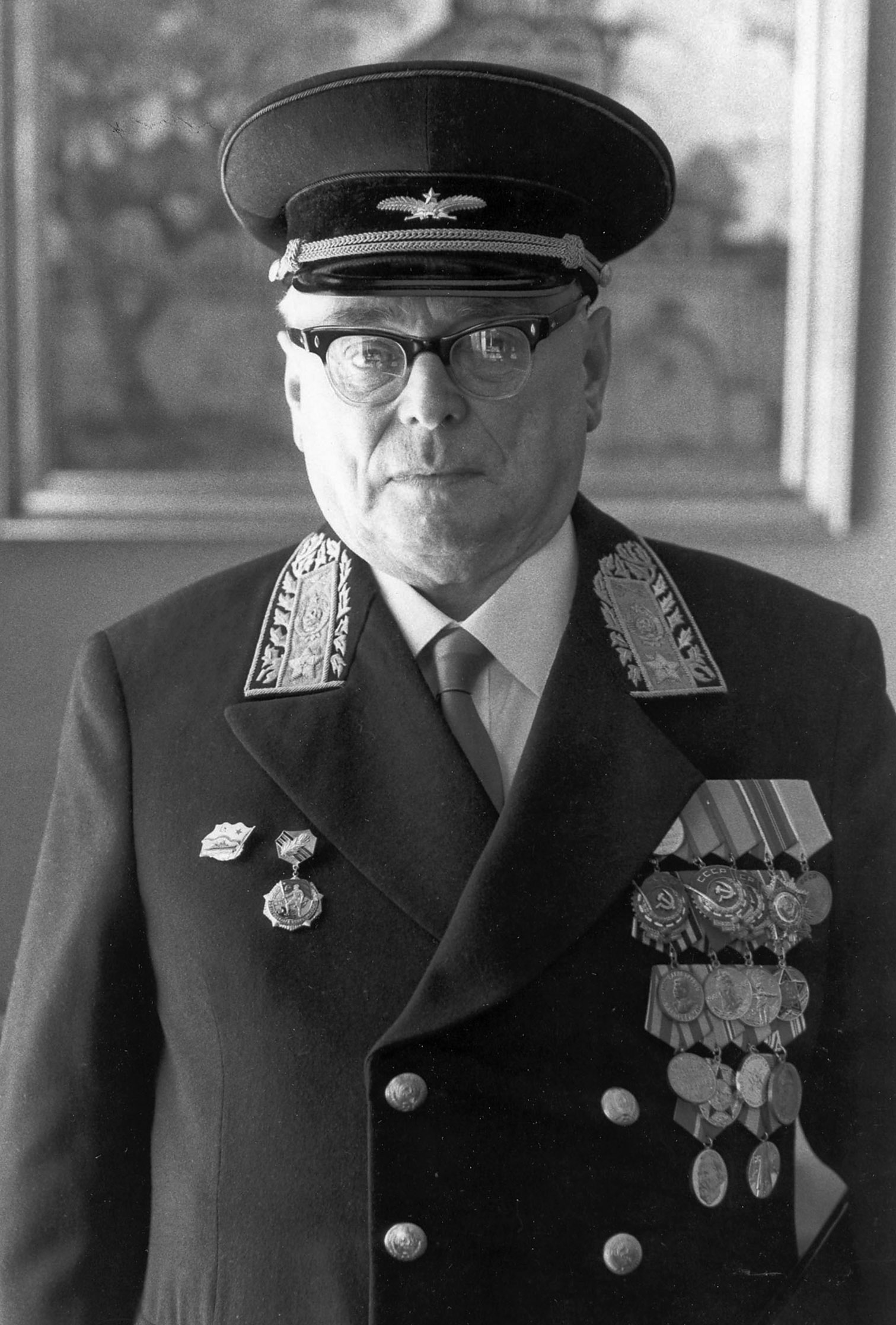
Л. И. Менделевич в мундире чрезвычайного и полномочного посла СССР

В 1968 году Менделевичу был присвоен высший дипломатический ранг чрезвычайного и полномочного посла, и он становится заместителем постоянного представителя СССР при ООН в Нью-Йорке по политическим вопросам. На этом посту ему пришлось заниматься такими вопросами, как ближневосточное урегулирование, деятельность Спецкомитетов ООН по операциям по поддержанию мира и по декларации принципов дружественных отношений между государствами, разработкой Договора о нераспространении ядерного оружия. Личный вклад советского дипломата в подготовку этого документа, остающегося по сей день основой международного режима ядерного нераспространения, получил всеобщее признание.
На этом посту он проработал относительно недолго, менее двух лет; одной из возможных причин перевода дипломата на новый участок работы считают расхождения во взглядах Л. И. Менделевича и занимавшего в то время пост Постоянного представителя Я. А. Малика на методы работы. В своих воспоминаниях о работе дипломатической службы СССР в 1960-е — 1970-е годы хорошо знавшие Л. И. Менделевича ветераны советской дипломатии отмечают, что атмосфера напряжённости и взаимного недоверия, столь характерная для того времени, никак не сказалась на стиле работы советского дипломата. Проработавший большую часть своей профессиональной жизни в обстановке Холодной войны, Менделевич меньше всего походил на «бойца на фронте Холодной войны».
В 1970 году вернулся в Москву на пост главного советника Управления по планированию внешнеполитических мероприятий МИД СССР, но вскоре был назначен послом по особым поручениям МИД и проработал в этой должности почти четырнадцать лет, курируя блок вопросов, связанных с обеспечением международной безопасности. По воспоминаниям коллег, он был в числе тех, кто вынес на своих плечах основную тяжесть разработки Хельсинкского Заключительного акта, прежде всего «первой корзины» (политические и военно-политические аспекты европейской безопасности).
В начале 1984 года получил новое назначение — послом СССР в Дании. На этом посту он много сделал для развития двусторонних связей между СССР и Данией: организовывал информационно-разъяснительную работу, работал над укреплением двусторонних связей по различным направлениям, уделял особое внимание сохранению памяти советских воинов — освободителей Европы от нацизма. Был первым, кто возложил венки к памятнику советским воинам на острове Борнхольм. При этом круг интересов дипломата оставался гораздо шире двусторонней повестки дня. Он живо интересовался концепцией ненаступательной обороны, активно продвигавшейся в то время группой европейских исследователей в области европейской безопасности, в частности, молодым датским учёным Андерсом Босерупом. Собранные советским послом обширные материалы по теме ненаступательной обороны, а также его личные контакты с европейскими исследователями этой проблематики были в дальнейшем с успехом использованы в политическом и военном планировании в СССР.
В 1986 году вернулся в Москву, чтобы возглавить Управление по планированию внешнеполитических мероприятий МИД (вскоре переименованное в Управление оценок и планирования). Согласно широко распространённой версии, решение о возвращении в столицу дипломата, не успевшего проработать в посольской должности и двух лет, было инициировано недавно назначенным на должность министра иностранных дел СССР Э. А. Шеварднадзе. На того произвели сильное впечатление опыт и энергия Л. И. Менделевича, специально вызванного из Копенгагена для координации работы над первым выступлением нового главы МИД СССР на встрече министров иностранных дел стран СБСЕ в Вене в конце лета 1985 года. Именно под руководством Менделевича работа Управления оценок и планирования вышла на качественно новый уровень.
В историю советской дипломатической службы Л. И. Менделевич вошёл не только как один из опытнейших дипломатов-практиков и блестящий аналитик, но и как яркий интеллектуал и публицист. Документы, подготовленные им ещё в период работы в Комитете информации и в первые годы его мидовской биографии «вызывали глубочайшее восхищение профессионализмом, проникновением в суть предмета, не только в глубь времён, но и вперёд». Менделевичем и под его руководством были подготовлены немало выступлений министра иностранных дел СССР А. А. Громыко.

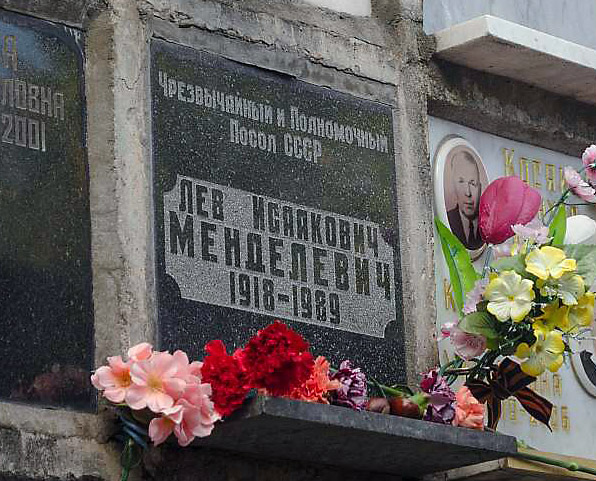
Место захоронения Л. И. Менделевича на Донском кладбище в Москве

В трёхтомной коллективной монографии «Международные отношения после Второй мировой войны» перу Л. И. Менделевича принадлежат две главы по проблемам международной безопасности. Он активно занимался исследовательской деятельностью, публиковался в научных изданиях и в периодике, подготовил несколько статей для «Дипломатического словаря» и «Большой советской энциклопедии», публиковался в газетах «Правда» и «Известия», журналах «Новое время» и «Международная жизнь» и других изданиях, выступал с лекциями.
В 2018 году Министерство иностранных дел РФ отметило столетний юбилей Л. И. Менделевича серией памятных мероприятий. В День дипломатического работника 10 февраля и день его рождения 19 сентября сотрудники Министерства, ветераны МИД и сыновья Льва Исааковича возложили венки к месту его захоронения на Донском кладбище. 17 декабря в Центре истории российской дипломатической службы с участием Министра иностранных дел Российской Федерации С. В. Лаврова прошла церемония передачи родственниками Л. И. Менделевича в Архив внешней политики РФ материалов о работе дипломата в СБСЕ, ООН и центральном аппарате МИД в 1970-х — 1980-х годах.

## Награды и звания
- Орден Трудового Красного Знамени (1966)
- Орден Трудового Красного Знамени (1971)
- Орден Дружбы народов (1975)
- Орден Трудового Красного Знамени (1978)
- Медаль «За укрепление боевого содружества» (1980)
- Медаль «За боевые заслуги»
- Медаль «За победу над Германией в Великой Отечественной войне 1941—1945 гг.»
- Заслуженный работник культуры РСФСР (16 октября 1980)

## Семья
С 1947 года был женат на Нине Александровне Камышовой (род. 1924). Дети:
- Сергей — многолетний (1986—2016) директор московской Школы № 57[14]
- Дмитрий.

Двоюродный племянник (внук родной сестры матери, Софьи Николаевны Бардиной, 1891—1942) — режиссёр Марк Анатольевич Захаров.